# Károly durazzói herceg
Anjou Károly (ismert még mint Durazzói Károly, olaszul: Carlo di Durazzo, franciául: Charles de Durazzo; 1323 – Aversa, Nápolyi Királyság, 1348. január 23.), a Capeting–Anjou-házból származó királyi herceg, János, Durazzo hercege és Agnès de Périgord legidősebb fia, aki Gravina grófja és Durazzo hercege 1336-tól 1348-as haláláig.

## Származása
Károly herceg 1323-ban született a Capeting–Anjou-ház durazzói ágának tagjaként. Apja János, Durazzo hercege, aki II. Sánta Károly nápolyi király és Mária magyar királyi hercegnő fia volt. Apai nagyapai dédszülei I. Károly szicíliai király és Provence-i Beatrix grófnő (IV. Rajmund Berengár provence-i gróf leánya), míg apai nagyanyai dédszülei V. István magyar király és Kun Erzsébet királyné voltak. Édesanyja Agnès de Périgord, VII. Helie, Périgord grófja és Brunissende de Foix (III. Roger-Bernard, Foix grófjának leánya) volt. Ő volt szülei három fia közül a legidősebb. Két fivére Lajos, Gravina grófja és Róbert, Cappacio, Muro és Montalbano ura.

## Házassága és gyermekei
Károly herceg felesége a Capeting–Anjou-házból származó Mária hercegnőt, Alba grófnőjét, egyben unokahúga volt. Mária hercegnő volt Károly, Calabria hercegének (Károly első-unokatestvére) és Valois Mária francia királyi hercegnő (Charles de Valois leányának) gyermeke. Házasságukra 1343 áprilisában került sor. Kapcsolatukból összesen öt gyermek született, melyik közül csak négy leánya érte meg a felnőttkort. Gyermekeik:
1. Lajos herceg (1343–1344), kisgyermekként elhunyt
2. Johanna hercegnő (1344–1387), Louis d’Évreux, Beaumont grófjának felesége
3. Ágnes hercegnő (1345–1388), Giacomo del Balzo, Taranto hercegének hitvese
4. Klemencia hercegnő (1346–1363), apáca lett
5. Margit hercegnő (1347–1412), III. Károly nápolyi és magyar király felesége

Károlyt az I. Lajos magyar király öccsének, András calabriai herceg halála körüli összeesküvésben való bűnrészessége miatt Aversa városában elfogták és lefejezték. Felesége később még kétszer házasodott meg, elsőként Roberto del Balzo, Avellino grófjával, amely kapcsolatból nem születtek gyermekei, másodjára pedig szintén rokonával, II. Fülöp tarantói herceggel, akitől öt korán elhunyt gyermeke származott.
| Anjou Károly Capeting–Anjou-ház, durazzói ág Született: 1323 Elhunyt: 1348. január 23. |                             |                   |
|                                                                                        |                             |                   |
| Előző János                                                                            | Durazzo hercege 1336 – 1348 | Következő Johanna |
| Előző János                                                                            | Gravina grófja 1336 – 1348  | Következő Lajos   |

## Fordítás
- Ez a szócikk részben vagy egészben  a   Charles, Duke of Durazzo című angol Wikipédia-szócikk fordításán alapul.  Az eredeti cikk szerkesztőit annak laptörténete sorolja fel. Ez a jelzés csupán a megfogalmazás eredetét és a szerzői jogokat jelzi, nem szolgál a cikkben szereplő információk forrásmegjelöléseként.